# Блинова, Валентина
Валенти́на Блино́ва (англ. Valentina Blinova), также Ла́нина — артистка балета, прима-балерина «Русского балета Монте-Карло» в довоенный период.

## Биография
Была солисткой труппы «Русский балет Монте-Карло» с самого дня её основания. В первый сезон пользовалась фамилией «Ланина». В 1932 году Мясин ставил на Блинову партию Девочки в балете «Детские игры» — однако для премьеры он решил отдать её Рябушинской, тогда как Блиновой досталась партия Волана. 
Блинова выступала прима-балериной труппы во время первых гастролей «Русского балета» по Австралии и Новой Зеландии (1936—1937), где её основными партнёрами были танцовщики Леон Войциковский, Игорь Юшкевич и Валентин Фроман. Во время дебюта труппы в Австралии 13 октября 1936 года танцевала с Войциковским канкан в «Волшебной лавке» Мясина и имела большой успех. В том же году танцевала в Мельбурне главную партию в фокинской «Жар-птице», возобновлённую двумя годами ранее с оригинальными костюмами и декорациями 1910 года — её исполнение получило восторженные отзывы.
Во время переезда в Аделаиду Валентина рассталась с премьером труппы Валентином Фроманом — тот был так взбешён, что сначала хотел выбросить балерину за борт (что ему помешал сделать Войциковский), а затем пошёл в её каюту и выбросил все наряды, меха и украшения Блиновой через иллюминатор.   
После войны занималась в Париже в студии у Ольги Преображенской.
Тамара Чинарова в своей автобиографии Dancing into the unknown описывала Блинову как «очаровательную; милую субретку с прекрасными ногами».

## Репертуар
Русский балет Монте-Карло
- 21 января 1932, Опера Монте-Карло — Pas de deux*, дивертисмент в опере Рихарда Вагнера «Тангейзер», хореография Джорджа Баланчина (партнёр — Валентин Фроман)
- 12 апреля 1932, Опера Монте-Карло — Хозяйка дома*, «Котильон» Джорджа Баланчина (Церемониймейстер — Леон Войциковский)[3]
- 5 мая 1932 — «Танцевальная сюита»* Джорджа Баланчина на музыку Михаила Глинки
- 14 апреля 1932 — Волан*, «Детские игры» Леонида Мясина (Ракетки — Эдуард Борованский[англ.] и Роман Ясинский[англ.])
- 1933, Латвийская опера — Розина*, «Пульчинелла» Анатолия Вильтзака
- 1935, Лондон, Колизеум[англ.] — «Сильфиды» Михаила Фокина (Юноша — Игорь Юшкевич)
- 13 октября 1936, Королевский театр, Аделаида — Танцовщица канкана, «Волшебная лавка» Леонида Мясина (партнёр — Леон Войциковский) — первый спектакль «Русского балета» в Австралии, и первое исполнение балета Мясина на этом континенте
- 1936, Мельбурн — Жар-птица, «Жар-птица» Михаила Фокина — первое представление балета в Австралии
- Девушка, «Видение розы» Михаила Фокина (Призрак розы — Игорь Юшкевич) — первое представление балета в Австралии
- Уличная танцовщица, «Прекрасный Дунай» Леонида Мясина
- Коломбина, «Карнавал» Михаила Фокина
- Одетта и Одиллия, «Лебединое озеро» (принц Зигфрид — Валентин Фроман)

(*) — первая исполнительница партии